# Polydore Veirman
Polydore Jules Léon Veirman (1881-1951) fue un deportista belga que compitió en remo.
Participó en dos Juegos Olímpicos de Verano en los años 1908 y 1912, obteniendo dos medallas, plata en Londres 1908 y plata en Estocolmo 1912. Ganó siete medallas en el Campeonato Europeo de Remo entre los años 1901 y 1912.

## Palmarés internacional
| Juegos Olímpicos   | Juegos Olímpicos          | Juegos Olímpicos | Juegos Olímpicos   |
| Año                | Lugar                     | Medalla          | Prueba             |
| ------------------ | ------------------------- | ---------------- | ------------------ |
| 1908               | Londres (Reino Unido)     | Medalla de plata | Ocho con timonel   |
| 1912               | Estocolmo (Suecia)        | Medalla de plata | Scull individual   |
| Campeonato Europeo |                           |                  |                    |
| Año                | Lugar                     | Medalla          | Prueba             |
| 1901               | Zúrich (Suiza)            | Medalla de oro   | Ocho con timonel   |
| 1907               | Estrasburgo (Francia)     | Medalla de oro   | Ocho con timonel   |
| 1908               | Lucerna (Suiza)           | Medalla de oro   | Ocho con timonel   |
| 1908               | Lucerna (Suiza)           | Medalla de plata | Cuatro con timonel |
| 1909               | Juvisy-sur-Orge (Francia) | Medalla de plata | Cuatro con timonel |
| 1911               | Como (Italia)             | Medalla de plata | Scull individual   |
| 1912               | Ginebra (Suiza)           | Medalla de oro   | Scull individual   |